# Gitanjali
Gitanjali (Bengali: গীতাঞ্জলি, lit. ''Oferta de Canção'', IPA: [git̪ɑːnd͡ʒoli]) é uma coleção de poemas do poeta bengali Rabindranath Tagore. Tagore recebeu o Prêmio Nobel de Literatura, em grande parte pelo livro. Faz parte da Coleção de Trabalhos Representativos da UNESCO. Seu tema central é devoção e lema é 'eu estou aqui para cantar-te canções' (No. Xv). 

## História
A coleção bengali original de 156/157 poemas foi publicada em 14 de agosto de 1910. O Gitanjali: Ofertas de Música em inglês ou Oferenda Lírica (em português) é uma coleção de 103 poemas ingleses das próprias traduções inglesas de Tagore de seus poemas bengalis publicados pela primeira vez em novembro de 1912 pela Sociedade Indiana de Londres. Continha traduções de 53 poemas do Gitanjali bengali original, assim como 50 outros poemas que eram de seu drama Achalayatan e outros oito livros de poesia - principalmente Gitimalya (17 poemas), Naivedya (15 poemas) e Kheya (11 poemas).
As traduções eram muitas vezes radicais, deixando de fora ou alterando grandes partes do poema e, em um exemplo, fundindo dois poemas separados (canção 95, que unifica as canções 89,90 de Naivedya). Tagore realizou as traduções antes de uma visita à Inglaterra em 1912, onde os poemas foram extremamente bem recebidos. Em 1913, Tagore tornou-se o primeiro não-europeu a ganhar o Prêmio Nobel de Literatura, em grande parte pelo Gitanjali Inglês.
O gitanjali inglês tornou-se popular no Ocidente e foi amplamente traduzido. A palavra gitanjali é composta de "geet", canção e "anjali", oferenda, e assim significa - "Uma oferta de canções"; mas a palavra para oferta, anjali, tem uma forte conotação devocional, de modo que o título também pode ser interpretado como "oferta de oração de canto".
William Butler Yeats escreveu a introdução à primeira edição do Gitanjali.